# إبراهيم كندي عليا
إبراهيم كندي عليا هي قرية في مقاطعة بارس أباد، إيران. عدد سكان هذه القرية هو 320 في سنة 2006.